# Xian de Lingqiu
Le xian de Lingqiu (灵丘县 ; pinyin : Língqiū Xiàn) est un district administratif de la province du Shanxi en Chine. Il est placé sous la juridiction de la ville-préfecture de Datong.

## Démographie
La population du district était de 215 189 habitants en 1999.